# الحصان الأسود (مسلسل)
الحصان الأسود هو مسلسل دراما وإثارة مصري عُرض سنة 2017، من تأليف محمد سليمان عبد المالك، وإنتاج صادق الصباح، وإخراج أحمد خالد موسى، ومن بطولة أحمد السقا، وياسمين صبري، ومحمد فراج، وشيري عادل، وصبري فواز، وأحمد بدير. تدور الأحداث حول محامي ماهر يترك مهنة المحاماة بعد أن تخلت عنه حبيبته وتزوجت من رجل ثري، فيدخل في حالة صدمة ويقرر إدارة عمل تحوم حوله الشبهات، ولكن مع لجوءها له مرة أخرى بعد اختفاء زوجها يجد نفسه متهما بأمور لم تكن تخطر على باله.

## قصة المسلسل
كان فارس رشدي محاميًا بسيطًا يعمل في مكتب الأستاذ نظيم رفعت، الذي كلّفه بالترافع في قضية نفقة تتولاها ممثلة مغمورة تُدعى حسناء ضد طليقها يحيى. لكن القضية سرعان ما تتحول إلى قصة حب، إذ تنشأ بين فارس وحسناء علاقة عاطفية معقدة، تطالبه على إثرها بالتقدم رسميًا لخطبتها. يتردد فارس، ويماطل، ما يدفع حسناء إلى اتخاذ قرار صادم بأن تتركه وتتزوج من رجل الأعمال الثري أيمن واصل، سعيًا وراء حياة أكثر استقرارًا.
ينسحب فارس من مهنة المحاماة، ويتحول تدريجيًا إلى عالم الأنشطة المشبوهة، فيعمل لحساب شخصيات نافذة، ويتورط في مهام قذرة، من بينها التجسس لصالح نساء ثريات يشكين من خيانة أزواجهن. تتعقد الأمور حين يختفي أيمن واصل، زوج حسناء، مباشرة بعد خلاف حاد بينه وبينها، إثر اتهامها له بعلاقة مشبوهة مع شقيقتها مي.
يندفع مدحت، ابن شقيق أيمن، إلى الاستعانة بصديقه ضابط المباحث عمرو جابر للتحقيق في اختفاء عمه، بينما تلجأ حسناء إلى فارس طالبة مساعدته في العثور على زوجها المفقود. يوافق على مضض، غير مدرك أن هذه الخطوة ستدخله في دوامة من الشكوك والصراعات، وتفتح أمامه أبوابًا مظلمة لم يتوقع يومًا أن يطرقها، لتبدأ حياته في الانقلاب على نحو لم يكن في حسبانه.

## طاقم التمثيل
- أحمد السقا بدر فارس رشدي
- ياسمين صبري بدور حسناء
- محمد فراج بدور عمرو جابر
- شيري عادل بدور ماهيتاب
- صبري فواز بدور أيمن واصل / كمال واصل
- أحمد بدير بدور نظيم رفعت
- أحمد العوضي بدور مدحت واصل
- ميرنا نور الدين بدور مي
- هبة عبد الغني بدور نهى
- مؤمن نور بدور مازن
- أشرف زكي بدور هشام
- محمد علي رزق بدور رامز
- محمود حجازي بدور يحيى
- سناء شافع بدور جلال
- دانا حمدان بدور لميس
- عمر السعيد بدور وئام حمدي
- محمد عادل بدور حاتم
- إنجي خطاب بدور سلمى
- أميرة العايدي بدور ميرفت
- صبري عبد المنعم بدور الجعبري
- بيومي فؤاد بدور القبطان
- محمد التاجي بدور اللواء جابر
- ياسمين جمال بدور ندى
- محمد عز بدو  معتز
- لبنى ونس بدور أم فهمي
- أحمد صيام بدور د. أسامة
- جميل برسوم بدور ناجي عباس
- محمد مرزبان بدور أمجد أكرم
- عبير منير بدور لينا

## وصلات خارجية
- الحصان الأسود على موقع IMDb (الإنجليزية)
- الحصان الأسود على موقع قاعدة بيانات الأفلام العربية